# Inferum
Inferum is een Nederlandse progressieve deathmetalband. De band werd in 2015 opgericht in de Noord-Brabantse stad Eindhoven.

## Biografie

### Vorming
Inferum werd in 2015 opgericht door vocalist Morrison de Boer en hun voormalige leadgitarist Lars Deelman. Ze volgden allebei een opleiding tot metalartiest aan de Metal Factory in Eindhoven. De formatie werd aangevuld met drummer Wouter Macare en bassist Stan Albers, die destijds ook aan de Metal Factory studeerden. Ten slotte werd de bezetting gecompleteerd met een slaggitarist als vijfde bandlid. Dit werd Ozzy Voskuilen, eveneens een Metal Factory-student, die later echter de bassist van de band werd. 

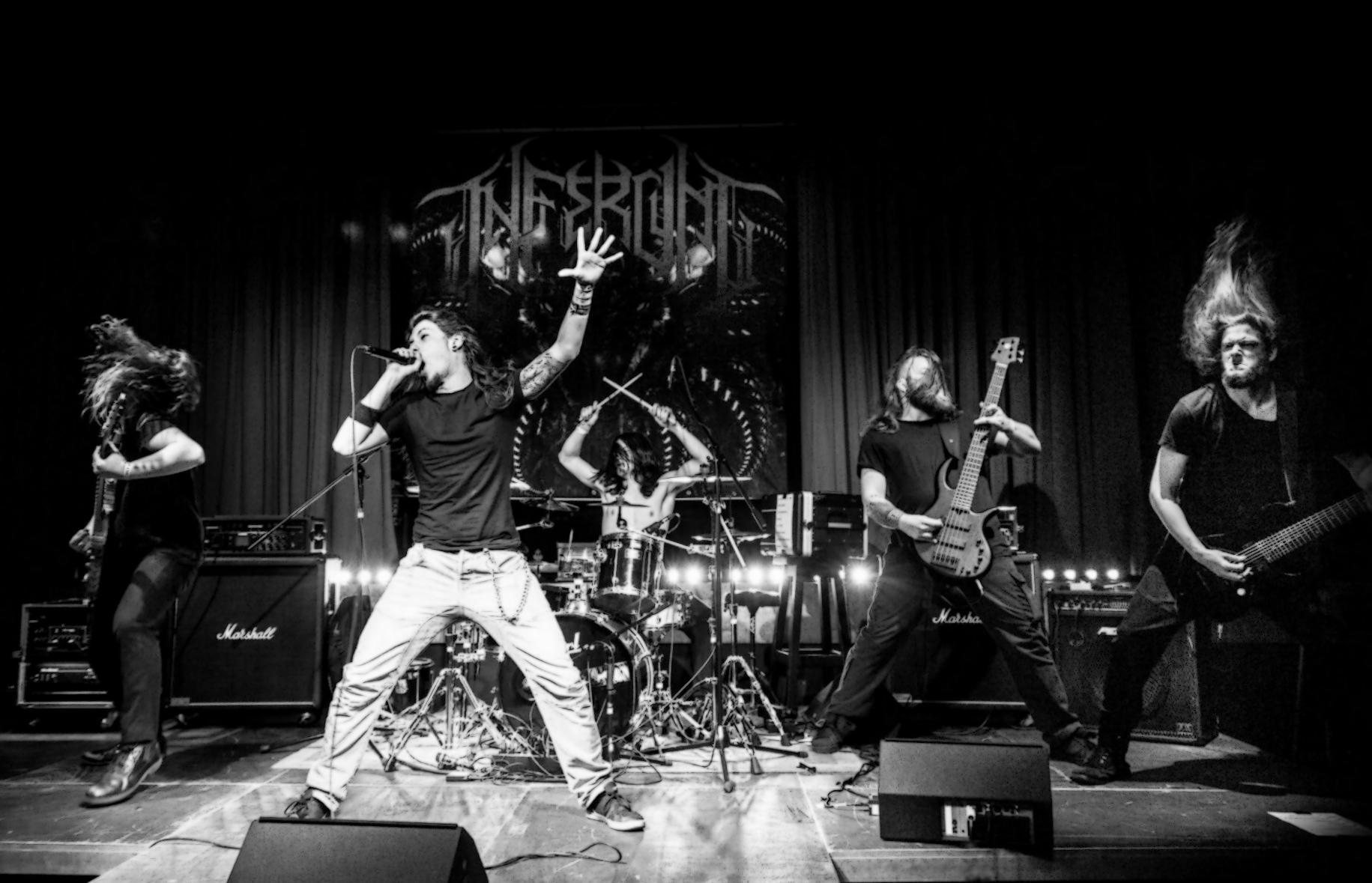
De band tijdens een live-uitvoering in de Noord-Brabantse plaats Best (2017)

### Debuut en doorbraak
In 2017 debuteerde Inferum met de ep Modern Massacre. In datzelfde jaar vertegenwoordigde Inferum Nederland op de Wacken Metal Battle: een wereldwijde talentenjacht voor metalbands, die jaarlijks wordt georganiseerd door Wacken Open Air. Inferum behaalde de derde plaats in deze wereldwijde competitie, waarmee de band de hoogste plek voor Nederland verwierf die het land tot dusver had gekregen. Inferum was in datzelfde jaar ook nog te zien op onder andere de festivals Baroeg Open Air, Stonehenge Festival en Occultfest.
In 2019 kwam Human Disposal uit: het eerste studioalbum van Inferum. Op dit album verscheen ook de in 2018 al uitgekomen single Autophagia. CJ McMahon, ex-leadvocalist van de Australische deathcoregroep Thy Art Is Murder, is gastvocalist op deze track. Het album sloeg goed aan bij de Nederlandse deathmetalscene. Naar aanleiding van de release van Human Disposal werd Inferum dat jaar in de Aardschok vermeld als "dé metalsensatie van Nederland voor de komende jaren".

### Bezettingswisselingen
Op 4 januari 2020 kondigde de band via Facebook aan dat hun bassist Stan Albers de groep had verlaten. Albers' functie als bassist werd overgenomen door Ozzy Voskuilen, die tot dusver fungeerde als slaggitarist van de formatie. Als vervanger voor Voskuilen als slaggitarist werd David Luiten (bekend van Autarkh) aangenomen: wederom een metalgitarist die aan de Metal Factory in Eindhoven had gestudeerd. Sinds deze bezettingswisseling besloot de band echter de lead- en slaggitaar onderling te laten afwisselen tussen Luiten en Deelman. Hierdoor is er binnen de bezetting van Inferum sindsdien geen sprake meer van een afzonderlijke lead- en slaggitarist.
Op 11 augustus 2021 kondigde de groep via Facebook wederom een bezettingsverandering aan; gitarist en medeoprichter Lars Deelman verliet de band. Deelman werd vervangen door metalgitarist Remco Schouten, die eveneens aan de Metal Factory had gestudeerd.

## Bezetting

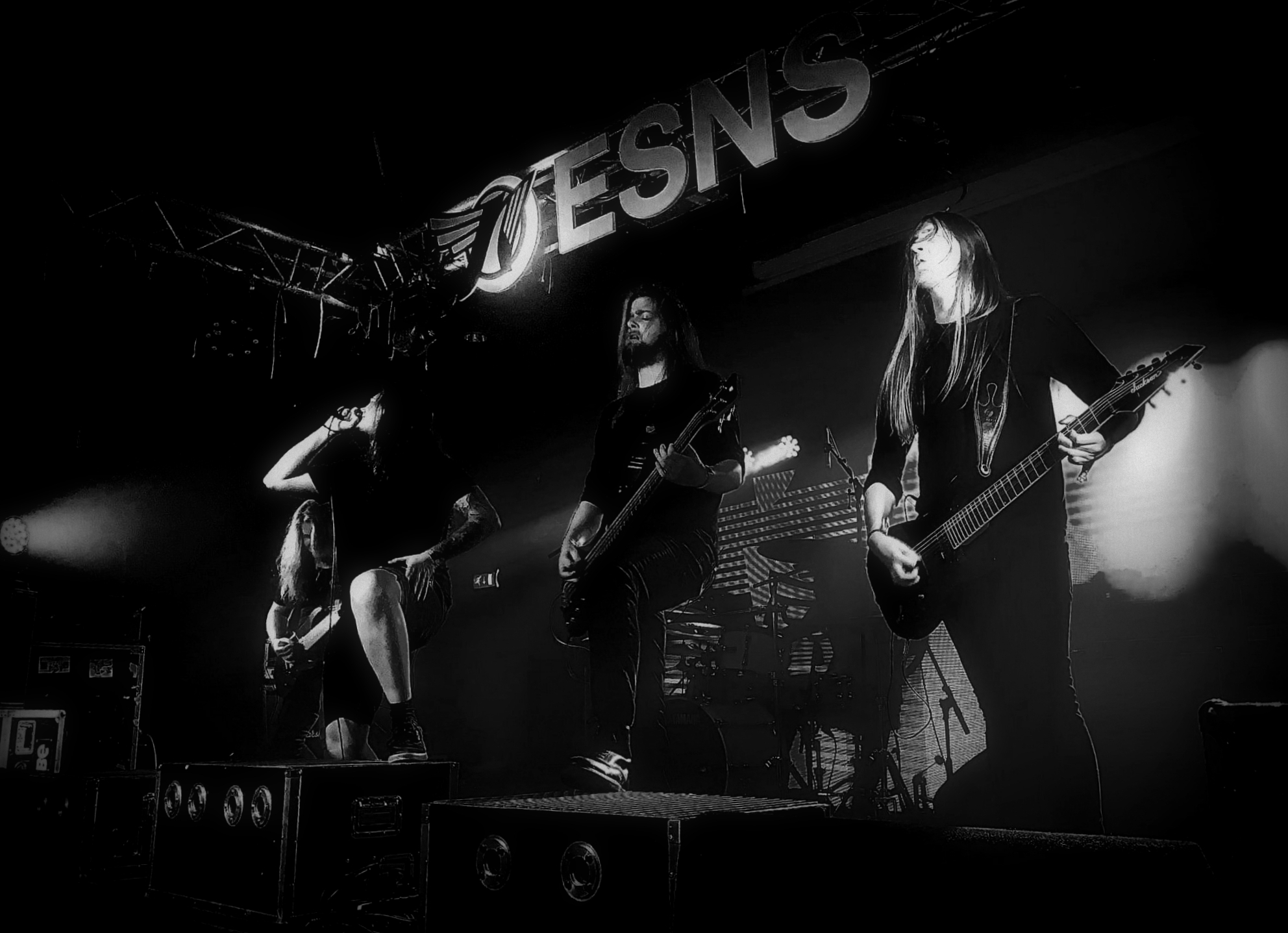
Inferum in de huidige bezetting tijdens een show op Eurosonic Noorderslag (2020)

### Huidige bandleden
- Morrison de Boer – vocalen
- David Luiten – lead- en slaggitaar
- Remco Schouten – lead- en slaggitaar
- Ozzy Voskuilen – basgitaar (voorheen slaggitaar)
- Wouter Macare – drumstel

### Voormalige bandleden
- Lars Deelman – lead- en slaggitaar
- Stan Albers – basgitaar

## Bandnaam
Het woord inferum komt uit het Latijn. Letterlijk vertaald naar het Nederlands betekent het "ding uit de onderwereld". Het woord is een declinatie (nominativus enkelvoud onzijdig) van het adjectief inferus, dat vertaald kan worden als "onder de aarde liggend".
Binnen de binomiale nomenclatuur van de biologische taxonomie komt het woord inferum (uitsluitend zonder hoofdletter) voor als soortaanduiding in de wetenschappelijke namen van enkele soorten. Een voorbeeld hiervan is Nymphon inferum voor een zeespinnensoort die uitsluitend in donkere diepzeeën leeft.

## Discografie

### Albums
- 2019 - Human Disposal

### Ep's
- 2017 - Modern Massacre

### Singles
- 2018 - Autophagia ft. CJ McMahon (Thy Art Is Murder)
- 2019 - Beyond Reach